# 道場村
道場村（旧字体: 道塲村、どうじょうむら）は、兵庫県有馬郡にあった村。概ね現在の神戸市北区道場町各町にあたる。

## 地理
- 山岳：秀ヶ辻山、鏑射山
- 河川：武庫川、有馬川、有野川、羽束川
- 湖沼：千苅水源地

### 隣接していた自治体
- 兵庫県
  - 神戸市（兵庫区）、西宮市
  - 有馬郡 三田町、三輪町、八多村、長尾村
  - 川辺郡 西谷村

## 歴史
- 1889年（明治22年）4月1日 - 町村制の施行により、有馬郡道場川原村、日下部村、平田村、生野村、塩田村、上津谷村、宅原村および市原村の飛地の区域をもって発足。中心部の道場川原から道場の名をとった。
- 1902年（明治35年）5月1日 - 大字上津谷村と大字宅原村が長尾村として分離独立。
- 1923年（大正12年）8月 - 大字名を改称。道場川原村を道場、日下部村を日下部、平田村を平田、生野村を生野、塩田村を塩田とする。
- 1951年（昭和26年）7月1日 - 神戸市（兵庫区）に編入。同日道場村廃止。
- 1973年（昭和48年）8月1日 - 兵庫区分割により、旧村域が北区の一部となる。

## 行政

### 村長[1]
- 有井市左衛門 明治22年（1889年）5月〜明治25年（1892年）1月
- 水野宇兵衛 明治25年（1892年）1月〜明治26年（1893年）3月
- 三谷定三郎 明治26年（1893年）3月〜明治26年（1893年）10月
- 米田吉三郎 明治26年（1893年）11月〜明治28年（1895年）7月
- 山脇篤蔵 明治28年（1895年）7月〜明治29年（1896年）6月
- 中西幸太郎 明治29年（1896年）6月〜明治33年（1900年）6月
- 小南安太郎 明治33年（1900年）6月〜明治34年（1901年）3月
- 大西善太郎 明治34年（1901年）3月〜明治35年（1902年）7月
- 梶和三郎 明治35年（1902年）7月〜明治37年（1904年）4月
- 岡幾太郎 明治37年（1904年）4月〜明治39年（1906年）7月
- 山脇延吉 明治39年（1906年）7月〜明治40年（1907年）4月
- 泉卯之介 明治40年（1907年）4月〜大正4年（1915年）4月
- 大前幸吉 大正4年（1915年）4月〜大正6年（1918年）12月
- 後幸太郎 大正6年（1918年）12月〜昭和2年（1927年）4月
- 泉繁造 昭和2年（1927年）4月〜昭和4年（1929年）9月
- 山脇泰治 昭和4年（1929年）9月〜昭和19年（1944年）9月
- 新谷雅一 昭和19年（1944年）9月〜昭和20年（1945年）10月
- 喜多武男 昭和20年（1945年）10月〜昭和22年（1947年）4月
- 中ノ幸逸 昭和22年（1947年）4月〜昭和26年（1951年）6月30日

## 経済

### 産業
農業
農産物は、米、麦、甘藷、鶯豆、馬鈴薯、大豆、西瓜、甜瓜その他を出し、林産物は松茸、薪炭材、用材、製材、竹材その他を出す。『大日本篤農家名鑑』によれば道場村の篤農家は、「岡幾太郎、新谷甚之丞、山脇延吉、東馬場清太郎、泉卯之介」などである。
商工業
工産物は清酒、竹製品、木製品、染物、藁製品、石材、籐製品その他を出す。

## 地域

### 現在の地名
- 道場町（どうじょうちょう）
  - 道場町道場（どうじょう）: 〒651-1501
  - 道場町塩田（しおた）      : 〒651-1502
  - 道場町生野（いくの）      : 〒651-1503
  - 道場町平田（ひらた）      : 〒651-1504
  - 道場町日下部（くさかべ）: 〒651-1505
  - 道場町生野1172番地  : 〒669-1161（生野高原住宅：いくのこうげんじゅうたく）

### 教育
- 有馬郡三田町外三ヶ村組合立八景中学校
- 道場村立道場小学校

## 交通

### 鉄道路線
- 日本国有鉄道
  - 福知山線
    - 道場駅

  - 有馬線（1943年休止）
    - 塩田駅 - 新道場駅
- 神戸電気鉄道
  - 三田線
    - 道場南口駅 - 道場川原駅

### 道路
江戸時代までは道場川原を中心に大坂から三木や三田、篠山に至る有馬街道や湯山街道、丹波街道の宿場であった。
- 国道176号線
- 兵庫県道15号神戸三田線
- 兵庫県道327号切畑道場線

## 名所・旧跡
- 塩田八幡宮
- 鏑射寺
- 松原城址（たんぽぽ城：松原氏）
- 千苅ダム